# ReVolta de 2023
La reVolta de 2023 fou la quarta i última edició de la reVolta, la prova femenina de la Volta Ciclista a Catalunya. Se celebrà el 29 d'abril de 2023 i, com en les dues edicions anteriors, tingué l'inici i la fi a Sant Cugat del Vallès. A diferència d'altres edicions, la cursa fou considerada de categoria internacional UCI (1.1), fet que comportà que s'hi inscrigueren dos equips UCI Women's Team (Movistar Team i Israel Premier Tech Roland) i onze equips UCI Women's Continental Teams, entre els quals els catalans Massi-Tactic i Zaaf Cycling Team. Tot i això, finalment, ni el Movistar ni el Zaaf van acabar prenent part en la cursa. També fou el primer cop que es retransmeté en directe per Televisió de Catalunya.
La vencedora de la prova fou la britànica Claire Steels (Israel Premier Tech Roland), qui es va imposar en solitari davant de la vigent campiona, l'alemanya Clara Koppenburg (Cofidis) i l'australiana Josie Talbot (Cofidis), qui va encapçalar el grup perseguidor.

## Recorregut
Una altra de les novetats d'aquesta edició fou el recorregut, que no només era quasi 30 quilòmetres més llarg (126,9 km) que en les darreres dues edicions, sinó també més dur perquè les participants van haver de superar tres ports de muntanya que representaven un desnivell acumulat de gairebé 2.000 metres de desnivell positiu. D'aquesta manera, les ciclistes van pujar el Coll de Castellbisball (2a categoria) i els ports de primera categoria del Port d'Ullastrell i l'Alt de la Creu d'Aragall, aquest últim coronat a 29,5 quilòmetres de l'arribada. A més, es disputaren dos esprints intermedis, situats a Piera (km 63,1) i a Corbera de Llobregat (km 104,2).

## Classificacions
| \| Classificació general \| Classificació general \| Classificació general \| Classificació general \| Classificació general \| \| Ciclista \| Ciclista \| Equip \| Temps \| \| \| --------------------- \| --------------------- \| ------------------------------- \| --------------------- \| --------------------- \| \| 1r \| Claire Steels \| Israel-Premier Tech Roland \| 3h 25' 06" \| \| \| 2n \| Clara Koppenburg \| Cofidis \| + 50" \| \| \| 3r \| Josie Talbot \| Cofidis \| + 1' 33" \| \| \| 4t \| Nadia Quagliotto \| Laboral Kutxa-Fundación Euskadi \| + 1' 33" \| \| \| 5è \| Yurani Blanco Calbet \| Laboral Kutxa-Fundación Euskadi \| + 1' 33" \| \| \| 6è \| Manon Souyris \| Team Groupe Abadie \| + 1' 33" \| \| \| 7è \| Valeria Valgonen \| Massi Tactic \| + 1' 33" \| \| \| 8è \| Justyna Czapla \| Canyon//SRAM Generation \| + 1' 33" \| \| \| 9è \| Urša Pintar \| BTC City Ljubljana-Scott \| + 1' 33" \| \| \| 10è \| Elizabeth Stannard \| Israel-Premier Tech Roland \| + 1' 33" \| \| |                      |                                 |            |
| |                      |                                 |            |
| |                      |                                 |            |
| Classificació general |                      |                                 |            |
| Ciclista | Ciclista             | Equip                           | Temps      |
| 1r | Claire Steels        | Israel-Premier Tech Roland      | 3h 25' 06" |
| 2n | Clara Koppenburg     | Cofidis                         | + 50"      |
| 3r | Josie Talbot         | Cofidis                         | + 1' 33"   |
| 4t | Nadia Quagliotto     | Laboral Kutxa-Fundación Euskadi | + 1' 33"   |
| 5è | Yurani Blanco Calbet | Laboral Kutxa-Fundación Euskadi | + 1' 33"   |
| 6è | Manon Souyris        | Team Groupe Abadie              | + 1' 33"   |
| 7è | Valeria Valgonen     | Massi Tactic                    | + 1' 33"   |
| 8è | Justyna Czapla       | Canyon//SRAM Generation         | + 1' 33"   |
| 9è | Urša Pintar          | BTC City Ljubljana-Scott        | + 1' 33"   |
| 10è | Elizabeth Stannard   | Israel-Premier Tech Roland      | + 1' 33"   |